# Lauren Bennett
Lauren Bennett (Meopham, 23 juni 1989) is een Britse zangeres.

## Levensloop en carrière
Bennett begon haar muziekcarrière in 2007 bij The Paradiso Girls. De groep haalde, in samenwerking met Lil Jon en Eve, met de single Patron Tequila een derde plaats in de Amerikaanse dancecharts. Bennett verliet de groep in 2010. In 2011 behaalde ze samen met LMFAO en GoonRock een wereldwijd succes met de single Party Rock Anthem. In 2013 werd ze lid van de meidengroep G.R.L..

## Discografie
| Single met hitnotering(en) in de Vlaamse Ultratop 50 | Datum van verschijnen | Datum van binnenkomst | Hoogste positie | Aantal weken | Opmerkingen           |
| ---------------------------------------------------- | --------------------- | --------------------- | --------------- | ------------ | --------------------- |
| Party Rock Anthem                                    | 2011                  | 23-04-2011            | 1 (1wk)         | 40           | met LMFAO en GoonRock |

- Bibliothèque nationale de France: cb165455008 (data)
- International Standard Name Identifier: 0000 0003 5795 5767
- Library of Congress Control Number: no2011191577
- MusicBrainz: 131a8268-b0aa-4c5c-89fc-d0e618af3f45
- Virtual International Authority File: 187252083
- WorldCat: E39PBJxmByTP4Hx9KbqcXrcQMP